# Сторожевые катера типа «Черноморец»
Сторожевые катера типа «Черноморец» — построенные в США корабли, которые использовались военно-морскими силами Франции в первой мировой войне и находились на вооружении военно-морского флота Болгарии во время Второй мировой войны.

## История
Два этих корабля были построены в США американской компанией «ELCO» по заказу Франции.
- первый (заводской номер SC 162) был построен на стапеле Нью-Йоркской военно-морской верфи в Бруклине;
- второй (заводской номер SC 386) был построен на стапеле «Dry Dock&Co» в городе Кингстон

Оба корабля были зачислены в состав французского военного флота в Средиземном море как малые охотники за подводными лодками, при этом SC 162 получил наименование «Сhasseur 27», а SC 386 — наименование «Сhasseur 80».
После окончания первой мировой войны началось сокращение численности вооружённых сил Франции, и в 1921 году французское командование выставило оба корабля на продажу в Стамбуле (который в период с 13 ноября 1918 до 23 сентября 1923 года находился под контролем войск Антанты и здесь был размещён французский военный контингент).
24 октября 1921 года правительство Болгарии купило их и зачислило в состав морской полицейской службы под наименованием «Беломорец» (С-27) и «Черноморец» (С-80). Они были оснащены тралами, базировались в Варне и Бургасе и до 1924 года использовались для траления прибрежных вод от морских мин. В дальнейшем, тралы были сняты и они использовались в качестве патрульных кораблей.
В 1928 году катера были перевооружены (57-мм орудие заменили на 47-мм орудие), переданы в состав Дунайской полицейской службы, базировались в Русе и использовались как сторожевые и учебные.
В 1941 году оба катера были возвращены в Варну, перевооружены и зачислены в состав патрульного дивизиона (в дальнейшем, до сентября 1944 года они использовались для патрулирования черноморского побережья Болгарии).
В сентябре 1944 года в портах Варны и Бургаса с самолётов «каталина» 18-й отдельной авиаэскадрильи морской авиации Черноморского флота были высажены небольшие советские подразделения (которые не встретили сопротивления в связи с выходом Болгарии из войны и присоединением страны к Антигитлеровской коалиции). Некоторое время оба корабля находились в порту Бургаса, но не использовались, 20 ноября 1944 года они были зачислены в состав Черноморского флота СССР как трофейные корабли («Черноморец» получил наименование СК-757, а «Беломорец» — наименование СК-758), но уже 18 апреля 1945 года было принято решение о их возвращении Болгарии и 19 апреля 1945 года они были возвращены.
В дальнейшем, оба катера находились в отдельном дивизионе сторожевых кораблей военно-морской базы Варна до 1952 года, когда они были выведены из состава флота по техническому состоянию.

## Описание
Разработка этой конструкции охотника за подводными лодками началась после совещания руководства судостроительных компаний США в марте 1917 года и была утверждена в апреле 1917 года под наименованием «SC-1», но выпускавшиеся разными предприятиями и компаниями суда имели между собой некоторые отличия.
Оба сторожевых катера имели деревянный корпус и были оснащены тремя 220-сильными шестицилиндровыми бензиновыми двигателями внутреннего сгорания «Standard» общей мощностью 660 л. с. (также на борту находился дизельный генератор ДГ-3). Ёмкость топливных баков составляла 9,6 тонн бензина, что обеспечивало дальность хода до 700 морских миль на скорости 10 узлов. Экипаж составлял 20 человек.
- изначально каждый катер был вооружён одним 57-мм орудием и двумя пулемётами
- после перевооружения в 1928 году каждый катер был вооружён установленным на баке 47-мм орудием и двумя пулемётами
- после перевооружения в ноябре 1941 года каждый катер был вооружён одним немецким 37-мм полуавтоматическим орудием С/30, одним 20-мм автоматическим орудием С/38, а на корме был установлен стеллаж с глубинными бомбами.